# Canton de Réquista
Le canton de Réquista est une ancienne division administrative française située dans le département de l'Aveyron et la région Midi-Pyrénées.
Avec le redécoupage cantonal de 2014, la commune de Réquista est devenue le bureau centralisateur du nouveau canton des Monts du Réquistanais.

## Géographie
Ce canton était organisé autour de Réquista dans l'arrondissement de Rodez. Son altitude variait de 207 m (Réquista) à 908 m (Durenque) pour une altitude moyenne de 555 m.

## Histoire
- De 1833 à 1848, les cantons de Cassagnes-Bégonhès et de Réquista avaient le même conseiller général. Le nombre de conseillers généraux était limité à 30 par département[1].

## Représentation

### Conseillers généraux de 1833 à 2015
| Période | Période      | Identité                                            | Étiquette                       | Qualité |
| ------- | ------------ | --------------------------------------------------- | ------------------------------- | --- |
| 1833    | 1839         | Antoine François Marie Laur aîné (1784-1871)        |                                 | Juge de paix à Cassagnes puis à Linars (Le Truel) |
| 1839    | 1848         | Hippolyte de Barrau                                 |                                 | Ancien officier Propriétaire à Rodez, maire de Salmiech |
| 1848    | 1852         | Georges Cochy de Moncan                             |                                 | Médecin à Las Vios, Réquista |
| 1852    | 1871         | Louis Adrien Edouard François Girou de Buzareingues | Majorité dynastique             | Médecin Député (1852-1870) Président du Conseil Général (1859-?) |
| 1871    | 1880         | Gustave Puech                                       | Droite                          | Ancien professeur d'histoire au lycée de Rodez |
| 1880    | 1886         | Antoine Nouvel                                      | Républicain                     | Pharmacien, propriétaire à Réquista |
| 1886    | 1892         | Emile Carcenac                                      | Droite                          | Notaire, maire de Réquista (1881-1892) |
| 1892    | 1898         | Emile Jaladieu                                      | Républicain                     | Avocat, maire de Lédergues (1892-1912) |
| 1898    | 1940         | Joseph Monsservin                                   | URD                             | Magistrat, maire de Vailhourles Député (1898-1902 et 1906-1912) Sénateur (1912-1944) Nommé membre de la Commission administrative départementale en 1941 Décédé en 1944  |
|         |              |                                                     |                                 | |
| 1943    | 1945         | Pierre Féral (1889-1954)                            |                                 | Cultivateur Maire de Réquista (1941-1944), ancien conseiller d'arrondissement Nommé conseiller départemental en 1943                                                     |
|         |              |                                                     |                                 | |
| 1945    | 1970         | Albert Fournier (1902-1973)                         | Rad. puis RPF puis UNR puis UDR | Maire de Réquista (1953-1971) |
| 1970    | 1986 (décès) | Robert Azam                                         | UDF-PR                          | Inspecteur, suppléant du député Jacques Godfrain |
| 1986    | 2001         | Dominique Azam (fils du précédent)                  | CD puis UDF-CDS                 | Délégué général Mexique, Colombie, Vénézuela et Amérique centrale de la compagnie Saint-Gobain Maire de Réquista (1995-2000) Suppléant du député Jean Briane (1997-2002) |
| 2001    | 2015         | Daniel Nespoulous                                   | PS                              | Agriculteur à Réquista |

### Résultats électoraux détaillés
- Élections cantonales de 2001 : Daniel Nespoulous (PS) est élu au second tour avec 62,59 % des suffrages exprimés, devant Patrice Perguet (RPR) (37,41 %). Le taux de participation est de 83,04 % (3 725 votants sur 4 486 inscrits)[5].
- Élections cantonales de 2008 : Daniel Nespoulous (PS) est élu au premier tour avec 50,44 % des suffrages exprimés, devant Fabien Grimal (Divers droite) (49,56 %). Le taux de participation est de 87,36 % (3 872 votants sur 4 432 inscrits)[6].

### Conseillers d'arrondissement (de 1833 à 1940)
| Période                                  | Période      | Identité                                         | Étiquette | Qualité |
| ---------------------------------------- | ------------ | ------------------------------------------------ | --------- | --- |
| 1833                                     | 1847 (décès) | Jean Louis Balthazar Cochy de Moncan (1781-1847) |           | Avocat, juge de paix, propriétaire à Réquista                                                               |
| 1848                                     | 1874         | Victor Reynes                                    |           | Ancien officier, La Selve                                                                                   |
| 1874                                     | 1883         | Achille Vigroux (1837-1888)                      |           | Ancien notaire, propriétaire à La Selve                                                                     |
| 1883                                     | 1889         | Émile Carcenac                                   |           | Maire de Réquista de 1881 à 1892                                                                            |
| 1889                                     | 1907         | Léopold Fabre (1856-1937)                        |           | Notaire à Lédergues                                                                                         |
| 1907                                     | 1931         | Joseph Pierre Cluzel (1871-1954)                 | Libéral   | Médecin, maire de Réquista (de 1904 à 1906 et de 1907 à 1929)                                               |
| 1931                                     | 1937         | Pierre Féral                                     |           | Docteur en médecine, cultivateur, maire de Réquista de 1929 à 1935 et de 1941 à 1944                        |
| 1937                                     | 1940         | Roland Boscary-Monsservin                        | PSF       | Avocat à Rodez, maire de Vailhourles                                                                        |
| 1940                                     |              |                                                  |           | Les conseils d'arrondissement ont été suspendus par la loi du 12 octobre 1940 et n'ont jamais été réactivés |
| Les données manquantes sont à compléter. |              |                                                  |           | |

## Composition
Le canton de Réquista, d'une superficie de 239 km2, était composé de sept communes.
| Nom                | Code Insee | Intercommunalité   | Superficie (km2) | Population (dernière pop. légale) | Densité (hab./km2) |
| ------------------ | ---------- | ------------------ | ---------------- | --------------------------------- | ------------------ |
| Connac             | 12075      | CC du Réquistanais | 10,69            | 109 (2014)                        | 10                 |
| Durenque           | 12092      | CC du Réquistanais | 33,15            | 535 (2014)                        | 16                 |
| Lédergues          | 12127      | CC du Réquistanais | 36,31            | 713 (2014)                        | 20                 |
| Réquista           | 12197      | CC du Réquistanais | 59,32            | 2 013 (2014)                      | 34                 |
| Rullac-Saint-Cirq  | 12207      | CC du Réquistanais | 32,74            | 361 (2014)                        | 11                 |
| Saint-Jean-Delnous | 12230      | CC du Réquistanais | 18,29            | 434 (2014)                        | 24                 |
| La Selve           | 12267      | CC du Réquistanais | 48,27            | 629 (2014)                        | 13                 |

## Démographie

### Évolution démographique
| 1962  | 1968  | 1975  | 1982  | 1990  | 1999  | 2006  | 2011  | 2012  |
| ----- | ----- | ----- | ----- | ----- | ----- | ----- | ----- | ----- |
| 7 282 | 6 920 | 6 478 | 6 085 | 5 491 | 4 982 | 4 997 | 4 870 | 4 856 |

### Âge de la population
La pyramide des âges, à savoir la répartition par sexe et âge de la population, du canton de Réquista en 2009 ainsi que, comparativement, celle du département de l'Aveyron la même année sont représentées avec les graphiques ci-dessous.
La population du canton comporte 50,6 % d'hommes et 49,4 % de femmes. Elle présente en 2009 une structure par grands groupes d'âge plus âgée que celle de la France métropolitaine.
Il existe en effet 53 jeunes de moins de 20 ans pour cent personnes de plus de 60 ans, alors que pour la France l'indice de jeunesse, qui est égal à la division de la part des moins de 20 ans par la part des plus de 60 ans, est de 1,06. L'indice de jeunesse du canton est également inférieur à celui du département (0,67) et à celui de la région (0,89).
| Hommes | Classe d’âge | Femmes |
| ------ | ------------ | ------ |
| 0,6    | 90 ans ou +  | 1,5    |
| 13,9   | 75 à 89 ans  | 17,4   |
| 18,7   | 60 à 74 ans  | 20,1   |
| 22,0   | 45 à 59 ans  | 19,8   |
| 17,4   | 30 à 44 ans  | 16,5   |
| 11,9   | 15 à 29 ans  | 9,9    |
| 15,4   | 0 à 14 ans   | 14,7   |

| Hommes | Classe d’âge | Femmes |
| ------ | ------------ | ------ |
| 0,6    | 90 ans ou +  | 1,7    |
| 10,2   | 75 à 89 ans  | 14,2   |
| 16,9   | 60 à 74 ans  | 17,5   |
| 21,6   | 45 à 59 ans  | 20,3   |
| 18,9   | 30 à 44 ans  | 17,8   |
| 15,1   | 15 à 29 ans  | 13,4   |
| 16,7   | 0 à 14 ans   | 15,1   |